# زابوریه (شهرستان وینوگرادوفسکی، استان آرخانگلسک)
زابوریه (به لاتین: Zaborye) یک منطقهٔ مسکونی در روسیه است که در استان آرخانگلسک واقع شده‌است.